# Appressamento della morte

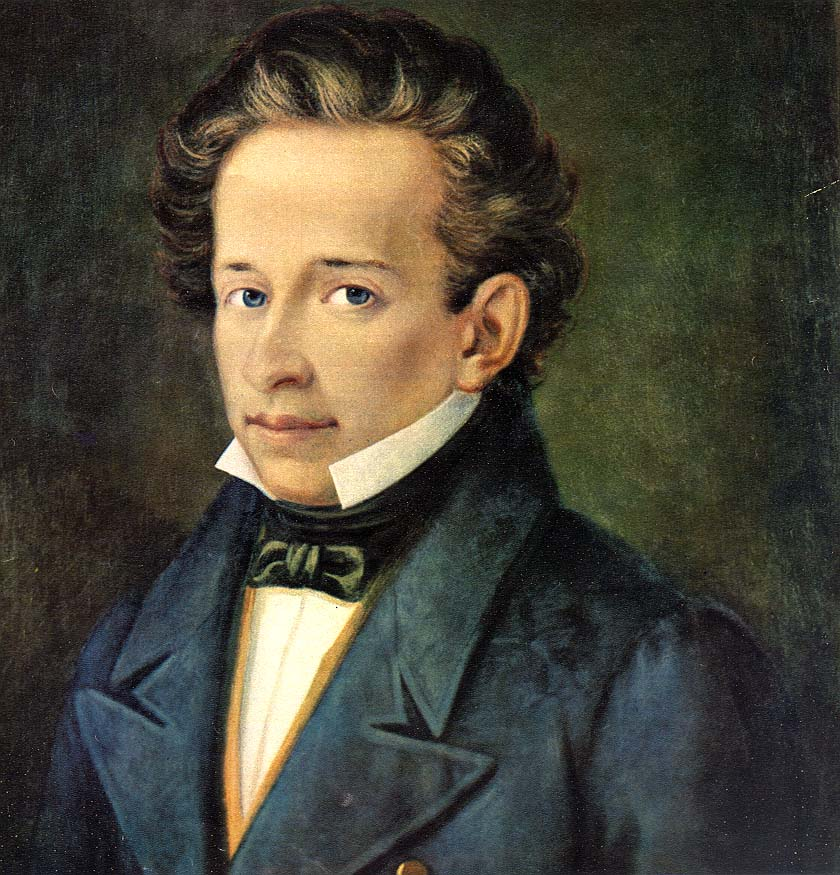
Giacomo Leopardi

L'appressamento della morte – poemat włoskiego romantyka Giacoma Leopardiego, napisany w 1816 i opublikowany w 1835. Utwór zawiera reminiscencje z liryki Dantego Alighieri i Francesca Petrarki. Charakteryzuje się kunsztowną budową i wyraża autentyczne poczucie rozpaczy. Jest napisany tercyną, czyli strofą trójwersową, układaną jedenastozgłoskowcem (endecasillabo), wykazującym tendencję jambiczną, rymowaną aba bcb cdc... Składa się z pięciu pieśni. Jest wyrazem pesymizmu i charakterystycznej fascynacji śmiercią u włoskiego poety. Leopardi napisał omawiany utwór w wieku zaledwie osiemnastu lat. Był on przez długi czas uważany za zaginiony. Został wydany pod koniec życia autora.

Era morta la lampa in Occidente,
E queto ’l fumo sopra i tetti e queta
De’ cani era la voce e de la gente:
Quand’i’ volto a cercare eccelsa meta,
Mi ritrova’ in mezzo a una gran landa,
Bella, che vinto è ’ngegno di poeta.
Spandeva suo chiaror per ogni banda
La sorella del sole, e fea d’argento
Gli arbori ch’a quel loco eran ghirlanda.